# Sandi Freeman
Sandi Freeman (1943 - Aventura, Florida; 5 de julio de 2022) fue una periodista estadounidense, pionera de la televisión por cable de la cadena CNN por sus Freeman Reports ganadores del Emmy en su categoría.

## Biografía
Nacida en Chicago, trabajó en la televisión local WLS/TV desde 1973 hasta 1980. Ted Turner la contrató para un programa diario en horario nocturno que alcanzó importantes niveles de audiencia como uno de los pioneros del entonces, su canal CNN.
Su programa The Freeman Reports se emitió en CNN entre 1980-85, entrevistando a famosas figuras, hasta que en 1985 fue reemplazado por El show de Larry King.
En 1981 realizó un renombrado reportaje a Frank Zappa,y durante la crisis del Medio Oriente entrevistó a Simon Peres, Mubarak, Isaac Shamir entre otros.
Se retiró del periodismo y en 1983 se casó con el director de la agencia Geller, Alfred Geller, con el que tuvo tres hijos. Sucedió a Geller como directora de la compañía.